# ガスリー・ゴーヴァン

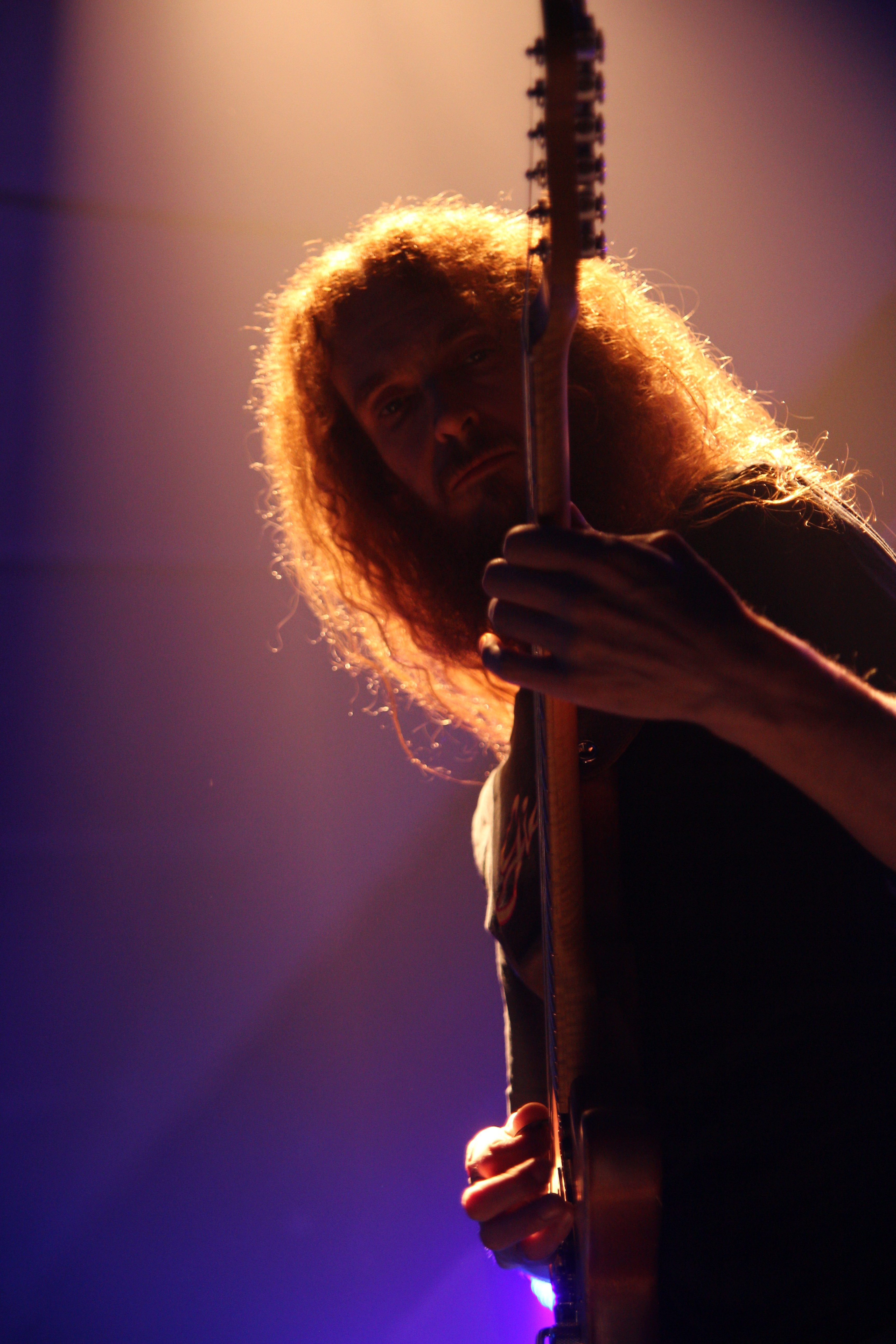
ゴーヴァン

ガスリー・ゴーヴァン (Guthrie Govan、1971年12月27日 - )は、イギリス出身のギタリスト、ギター講師。エイジアでの活動などで知られ、近年は自身のバンド、ジ・アリストクラッツやスティーヴン・ウィルソン、ハンス・ジマーのサポートなどで知られる。

## 経歴
父親の勧めで3歳のときにギターを始める。初めは(弦を3本しか使わずに済む)Dコードしか抑えられなかったという。正式なギターレッスンを受けたことはなく、すべて独学でレコードを遅くしたりしたものを聴き取りながらギターを練習したという。
大学を出たあとに、その耳コピ能力の高さを生かし「考えつく限り一番難しいものを採譜しよう」と思いショーン・レインの曲を採譜しギター雑誌『Guitar Techniques』誌に投稿し、採用される。その後、音楽大学や音楽学校で講師として活躍。2冊の教則本を記す。
2001年にエイジアのアルバム『オーラ』のレコーディングに参加。ここが大きなターニングポイントとなる。2004年のアルバム『サイレント・ネイション』にも参加。その後、同じくセッションに参加していたジョン・ペイン、ジェイ・シェレンらとGPSを2006年に結成。アルバム『Window to the Soul』を発表。同じく2006年の8月に、初のソロ・アルバム『Erotic Cakes』を発表。
2011年にはブライアン・ベラー、マルコ・ミンネマンとジ・アリストクラッツを結成する。これまでに4枚のスタジオ・アルバムと3枚のライブ・アルバムを発表しており、来日公演も果たしている。
ポール・ギルバート、スティーヴン・ウィルソン、ハンス・ジマーなど、他のアーティストとの共演歴・サポート歴も多い。

## 音楽性
幼少の頃は、父親が所有していたジミ・ヘンドリックス、クリーム、ビートルズ、エルヴィス・プレスリーなどのレコードを聞いて育ったという。ジャズ・ブルースを基調としながらも、ロックやプログレなど、幅広いジャンルを得意とする。また指板を縦横無尽に駆け回る速弾きなど、テクニックのレベルの高さは他に類を見ない。他にも、スラップやスライドギターなども得意とする。ジョー・サトリアーニ、ポール・ギルバート等からも、高い評価を得ている。
2005年に『Guitar Techniques』誌で発表された読者からの投票で選出されたベストプレイヤーを、それぞれのプレイスタイルを真似て演奏した曲「Who's Best?」では、その幅広い音楽性と高い表現力が確認できる。
ギターソロなどでは右脚の付け根にギターの下部を乗せて弾くのがクセ。

## 機材
エイジア時代にはアームのついたポール・リード・スミスを使用していたが、その後Suhrとエンドース契約を交わし、使用し始める。Suhrからは3種類のシグネチャーモデル(Bengal Burst、Set Neck、Classic Antique)が発売され、ボディ材やネックジョイントは異なるものの、HSHのPU配列、510トレモロ、24フレット、ダイレクトスイッチ、Tremol-no、などの共通の特徴を持っていた。2012年頃からSuhrではないギターをステージで使用しているケースが見られネット上で物議が出始めた事を受け、本人が公式にSuhrとの契約が終了したことを発表した。理由はビジネス上のものであり、Suhrとの間に何か不都合があったわけではないとした(ただしのちにインタビューの中で、ギターの細かいスペックなどを自分で選択できなかったことから後述のCharvelと開発するに至ったと答えている)。同時に、契約をしているわけではないもののCharvelとギターを現在開発中でありそれのプロトタイプを使用していることも発表された。
その後2014年のNAMMショウで、このギターが正式に新しいシグネチュア・モデルとしてCharvelより発売になった。
他にもVigier製のフレットレスギターも使用する。
エフェクター類などはT.C.electronicを初めとして多種多様なメーカーのものを使用するが、ペダルボードにはほぼ確実にオートワウとルーパーが入っている。ブースターを入れている事もあるが、歪みに関しては基本的にはアンプで作るという。アンプはかつてはConfordやSuhr Badgerを使用していたが、現在はVictoryを使用している。

## ディスコグラフィ

### ソロ・アルバム
- 『エロティック・ケイクス』 - Erotic Cakes (2006年)

### エイジア
- 『オーラ』 - Aura (2001年)
- 『サイレント・ネイション』 - Silent Nation (2004年)

### ジ・アリストクラッツ
- 『ジ・アリストクラッツ』 - The Aristocrats (2011年)
- Boing, We'll Do It Live! (2012年)
- 『カルチャー・クラッシュ』 - Culture Clash (2013年)
- 『シークレット・ショー:ライヴ・イン・オーサカ』 - Secret Show: Live In Osaka (2014年)
- Culture Clash Live! (2015年)
- 『トレス・カバイェロス』 - Tres Caballeros (2015年)
- 『ユー・ノウ・ホワット…?』 - You Know What...? (2019年)

### スティーヴン・ウィルソン
- 『レイヴンは歌わない』 - The Raven That Refused to Sing (2013年)
- 『ハンド・キャンノット・イレース』 - Hand. Cannot. Erase. (2015年)
- 『トランシェンス』 - Transience (2015年)
- 『4 1/2』 - 4 1/2 (2016年)

### GPS
- 『ウィンドウ・トゥ・ザ・ソウル』 - Window to the Soul (2006年)
- Two Seasons : Live In Japan Volume I (2012年)
- Two Seasons : Live In Japan Volume II (2012年)

### Docker's Guild
- The Mystic Technocracy – Season 1: The Age of Ignorance (2012年)

### コラボーション
- ペリフェリー : 『ペリフェリーII』 - Periphery II: This Time It's Personal (2012年) ※「Have a Blast」のギター・ソロ
- Various Artists : Jason Becker's Not Dead Yet! (Live in Haarlem) (2012年) ※DVD
- マルコ・ミンネマン : 『シンボリック・フォックス』 - Symbolic Fox (2012年)
- リチャード・ハレビーク : 『RHP II:ペイン・イン・ザ・ジャズ』 - Richard Hallebeek Project II: Pain in the Jazz (2013年)
- マティアス・エクルンド : Freak Guitar: The Smorgasbord (2013年)
- ニック・ジョンストン : In a Locked Room on the Moon (2013年)
- ニック・ジョンストン : Atomic Mind (2014年) 「Silver Tongued Devil」のゲスト・ソロ
- リー・リトナー : 6 String Theory (2010年) ※with タル・ウィルケンフェルド[3]
- デワ・ブジャナ : Zentuary (2016年) ※「Suniakala」のゲスト・ソロ[4]
- エイリオン : The Source (2017年)[5]

### 映画サウンドトラック
- Steve Mazzaro / Hans Zimmer – The Boss Baby (2017年)